# Gilles Deusings
Gilles Deusings (Dalhem, 17 november 1997) is een Belgisch voetballer die als doelman voor Aywaille FC speelt.

## Carrière
Gilles Deusings speelde in de jeugd van CS Visé, waar hij in het seizoen 2013/14 één wedstrijd in de Tweede klasse speelde. Deze uitwedstrijd tegen Excelsior Virton werd met 5-0 verloren. Visé degradeerde naar de Derde klasse, waar Deusings het seizoen erna veertien wedstrijden speelde. In 2015 vertrok hij naar Alemannia Aachen, waar hij alleen in het tweede elftal speelde. Hierna vertrok hij naar RFC Seraing, waar hij een jaar in de Eerste klasse amateurs speelde. In 2017 vertrok hij naar MVV Maastricht, waar hij één seizoen reservekeeper met een amateurcontract was. In 2018 tekende hij een contract tot medio 2019 met een optie van één extra seizoen. Deusings debuteerde op 3 mei 2019 thuis bij een 1-1 gelijkspel tegen N.E.C. In het begin van het seizoen 2019/20 was hij eerste keeper, maar raakte zijn plaats kwijt aan Nigel Bertrams. Nadat zijn contract in 2020 afliep, kwam hij in 2021 via de CASA Academy bij het Luxemburgse FC Wiltz 71 terecht. Na een half seizoen vertrok hij naar Aywaille FC.

### Statistieken
| Seizoen                       | Club                | Land           | Competitie        | Competitie | Competitie | Beker | Beker | Overig | Overig | Totaal | Totaal |
| Seizoen                       | Club                | Land           | Competitie        | Wed.       | Dlp.       | Wed.  | Dlp.  |        |        | Wed.   | Dlp.   |
| ----------------------------- | ------------------- | -------------- | ----------------- | ---------- | ---------- | ----- | ----- | ------ | ------ | ------ | ------ |
| 2013/14                       | CS Visé             | België         | Tweede klasse     | 1          | 0          | 0     | 0     | –      | –      | 1      | 0      |
| 2014/15                       | CS Visé             | België         | Derde klasse      | 14         | 0          | 0     | 0     | 3      | 0      | 17     | 0      |
| 2015/16                       | Alemannia Aachen II | Duitsland      | Mittelrheinliga   | 4          | 0          | –     | –     | –      | –      | 4      | 0      |
| 2016/17                       | RFC Seraing         | België         | Eerste klasse     | 5          | 0          | 0     | 0     | –      | –      | 5      | 0      |
| 2017/18                       | MVV Maastricht      | Nederland      | Eerste divisie    | 0          | 0          | 0     | 0     | 0      | 0      | 0      | 0      |
| 2018/19                       | MVV Maastricht      | Nederland      | Eerste divisie    | 1          | 0          | 0     | 0     | –      | –      | 1      | 0      |
| 2019/20                       | MVV Maastricht      | Nederland      | Eerste divisie    | 9          | 0          | 0     | 0     | –      | –      | 9      | 0      |
| 2021/22                       | FC Wiltz 71         | Luxemburg      | Nationaldivisioun | 0          | 0          | 1     | 0     | –      | –      | 1      | 0      |
| Carrièretotaal                | Carrièretotaal      | Carrièretotaal | Carrièretotaal    | 34         | 0          | 1     | 0     | 3      | 0      | 38     | 0      |
| Bijgewerkt op 13 januari 2024 |                     |                |                   |            |            |       |       |        |        |        |        |